# Jörg Kempenich
Jörg Kempenich (Bonn, 30 de mayo de 1965) es un deportista alemán que compitió en esgrima, especialista en la modalidad de sable.
Ganó tres medallas en el Campeonato Mundial de Esgrima entre los años 1989 y 1991. Participó en dos Juegos Olímpicos de Verano, ocupando el sexto lugar en Seúl 1988 y el quinto en Barcelona 1992, en la prueba por equipos.

## Palmarés internacional
| Representando a la RFA   |                         |                   |                   |
| Campeonato Mundial       |                         |                   |                   |
| Año                      | Lugar                   | Medalla           | Prueba            |
| 1989                     | Denver (Estados Unidos) | Medalla de plata  | Sable por equipos |
| 1990                     | Lyon (Francia)          | Medalla de bronce | Sable por equipos |
| Representando a Alemania |                         |                   |                   |
| Campeonato Mundial       |                         |                   |                   |
| Año                      | Lugar                   | Medalla           | Prueba            |
| 1991                     | Budapest (Hungría)      | Medalla de bronce | Sable por equipos |